# Alianța AUR
Alianța AUR este o alianță politică de dreapta naționalistă compusă din Alianța pentru Unirea Românilor și alte partide mici. Alianța a fost fondată în ianuarie 2023 cu scopul de a participa la alegerile din 2024.

## Istorie
Alianța AUR s-a lansat oficial pe 24 ianuarie 2023, de ziua micii uniri a Principatelor Române. Inițial alianța era compusă din Alianța pentru Unirea Românilor condusă de George Simion și Partidul Republican din România (PRR) condus de Marian Cucșa, și Alianța Național Țărănistă (ANȚ) condusă de Radu Ghidău. Liderii alianței au spus că au un scop comun de-a „întoarce România acolo unde merită să fie” și să câștige alegerile din 2024.
Pe 14 noiembrie 2023, la o conferință de presă AUR, Lidia Vadim Tudor (fiica lui Corneliu Vadim Tudor), fostul ministru Ilan Laufer (liderul partidului FIN), omul de afaceri Muhammad Murad, antreprenorii Sorin Constantinescu și Sorin Ilieșiu, precum și deputații Florică Calotă, Daniel Forea, Dumitru Viorel Focșa și senatorii Ovidiu Iosif Florean, Călin Gheorghe Matieș și Vasilică Potecă au anunțat că se alătură Alianței AUR pentru alegerile din 2024.
Pe 21 noiembrie 2023, George Simion a anunțat că Partidul Satului Românesc și Alianța Renașterea Națională se vor alătura Alianței AUR. Pe 14 decembrie 2023, Partidul Național Conservator Român (PNCR), condus de europarlamentarul Cristian Terheș din 12 decembrie 2023, și partidul Blocul Unității Naționale (BUN), condus de Dorel Vulpoiu, s-au alăturat Alianței AUR.
Pe 1 martie 2024, Ilan Laufer a anunțat că partidul său, FIN, părăsește Alianța AUR. Laufer a susținut că Alianța AUR a lui George Simion și a fost creată „pentru a transfera ilegal membri ai partidelor sale membre către Partidul AUR, ceea ce reprezintă o încercare de a elimina partidele suveraniste din Alianță cu scopul clar de a confisca și distruge mișcarea naționalistă și suveranistă în România”. Pe 2 martie 2024, Alianța Național Țărănistă și-a anunțat retragerea din Alianța AUR. Liderul ANȚ a explicat motivul părăsirii alianței din cauza „tendințelor totalitare și stilul de conducere dictatorială” al lui George Simion. Partidul Satul Românesc a părăsit și el alianța AUR înainte de alegerile locale și europene din 2024.
În aprilie 2024, europarlamentarul Cristian Terheș, liderul PNCR, a devenit capul listei Alianței AUR pentru alegerile pentru Parlamentul European din 2024 din România.

## Partide membre
| Partid | Partid                          | Abr. | Ideologie                                | Lider         | Membru din      |
| ------ | ------------------------------- | ---- | ---------------------------------------- | ------------- | --------------- |
|        | Alianța pentru Unirea Românilor | AUR  | Naționalism românesc Populism de dreapta | George Simion | Ianuarie 2023–  |
|        | Partidul Republican din România | PRR  | Naționalism românesc                     | Marian Cucșa  | Ianuarie 2023–  |
|        | Blocul Unității Naționale       | BUN  | Naționalism românesc                     | Dorel Vulpoiu | Decembrie 2023– |

### Foști membri
| Partid | Partid                              | Abr.  | Ideologie                            | Lider               | Membru între                 |
| ------ | ----------------------------------- | ----- | ------------------------------------ | ------------------- | ---------------------------- |
|        | Alianța Național Țărănistă          | ANȚ   | Agrarianism Conservatorism național  | Radu Ghidău         | Ianuarie 2023–martie 2024    |
|        | Forța Identității Naționale         | FIN   | Naționalism românesc                 | Ilan Laufer         | Noiembrie 2023–martie 2024   |
|        | Partidul Satului Românesc           | RoSAT | Agrarianism Creștin democrație       | Marian Vișu-Iliescu | Noiembrie 2023–~aprilie 2024 |
|        | Alianța Renașterea Națională        | ARN   | Dreapta creștină Liberalism economic | Peter Costea        | Noiembrie 2023–august 2024   |
|        | Partidul Național Conservator Român | PNCR  | Conservatorism național              | Cristian Terheș     | Decembrie 2023–august 2024   |

1. ↑  Fuzionat cu PNCR

## Istorie electorală

### Alegeri europarlamentare
| An   | Voturi    | %     | Eurodeputați | Poziție | Partid european | Grup europarlamentar |
| ---- | --------- | ----- | ------------ | ------- | --------------- | -------------------- |
| 2024 | 1,321,272 | 14.95 | 6 / 331      | 2       | CRE             | CRE                  |

Note:
1 5 eurodeputați din partea AUR și 1 eurodeputat din partea PNCR.